# Phobolosia brinleyana
Phobolosia brinleyana là một loài bướm đêm trong họ Erebidae.